# Padornelos
Padornelos ist ein Ort und eine ehemalige Gemeinde (Freguesia) im portugiesischen Kreis Montalegre. Die Gemeinde hatte 128 Einwohner (Stand 30. Juni 2011).
Am 29. September 2013 wurden die Gemeinden Padornelos und Meixedo zur neuen Gemeinde União das Freguesias de Meixedo e Padornelos zusammengeschlossen.